# Нікберг Ілля Ісайович
Ілля Ісайович Нікберг (19 листопада 1929 р., Київ, СРСР — 1 червня 2019 р., Сідней, Австралія) — український науковець, спеціаліст з проблем профілактичної медицини, популяризатор медичних знань, медичний публіцист. Доктор медичних наук (1993), професор (1996).

## Біографія
Народився 19 листопаду 1929 року у Києві, в родині юриста-економіста І. М. Нікберга (1899—1980) та секретаря-друкарки Б. А. Харшан (1908—1979). У 1952 році з відзнакою закінчив Київський медичний інститут ім. О. О. Богомольця. Навчання поєднував з активною працею у наукових гуртках, був головою факультетського та членом бюро інститутського студентського наукового товариства. Нагороджений Почесною грамотою Центрального комітету комсомолу України (1952). З 1952 року лікарська професійна та громадська діяльність у Макіївці (Донбас), Кишиневі, Києві та Сіднеї (Австралія).

## Професійна діяльність
- 1952—1956 — лікар міської санітарно-епідеміологічної станції, викладач та завідувач навчальної частини школи медичних сестер у Макіївці (Донбас).
- 1956—1964 — науковий співробітник, завідувач лабораторією радіаційної гігієни та токсикології, завідувач відділу гігієни Молдавського НДІ епідеміології, мікробіології та гігієни (Кишинів, Молдавська РСР)
- 1964—1996 — асистент, доцент Національного медичного університету (Київ).
- 1996—2000 — професор, завідувач кафедрою гігієни та екології людини медичного інституту Асоціації народної медицини (Київ)[1]
- З березня 2000 року — популяризатор медичних знань, медичний публіцист українських та російських ЗМІ (Сідней, Австралія).

### Наукові дослідження
Кандидатська дисертація — «Гигиеническое исследование и опыт оздоровления атмосферного воздуха в районе пекокосового производства» (захищена у Харківському медичному інституті, 1969). Докторська дисертація — «Прогнозування та профілактика та профілактика геліометеотропних реакцій при серцево-судинних захворюваннях» (захищена у Київському Національному медичному університеті, 1993).
Наукові вчителі (1948—1980): — академік АМН СРСР, проф. О. М. Марзеєв (Київ), проф. Р. Д. Габович (Київ), проф. В. М. Жаботинський (Харків), академік АМН СРСР, проф. Л. М. Шабад (Ленінград-Москва).
Наукові дослідження І. І. Нікберга присвячені актуальним суміжним проблемам лікувальної та профілактичної медицини (питання теорії та історії медицини, методичні аспекти її викладання, вплив навколишнього середовища на здоров'я людини, гігієна лікувальних закладів, медична біокліматологія та геліометеорологія, профілактична діабетологія та ін.). Результати досліджень з цих та інших питань опубліковані у багатьох книжках та статтях (див. бібліографію).

### Педагогічна діяльність
За 40-річний період викладацької праці виявив себе як лектор та педагог-методист, автор низки підручників та навчальних посібників. Розробив та впровадив в навчальний процес більш як 30 нових лекцій та практичних занять. Запропонував та впровадив виконання студентами випускниками лікувального факультету курсової праці — «Індивідуальні гігієнічні рекомендації хворому щодо його режиму праці, побуту та харчування». Як провідний фахівець залучався (1994—1998) до праці у Центральному методичному кабінеті з вищої медичної освіти Міністерства охорони здоров'я України. Спільно з професором Р. Д. Габовичем розробив програму підвищення педагогічної кваліфікації викладачів гігієни ВНЗ та медичних училищ. Більш як 25 років був куратором циклів підвищення педагогічної кваліфікації, слухачами яких були майже 500 асистентів, доцентів, професорів, завідувач кафедрами медичних інститутів з усіх республік колишнього СРСР та викладачі гігієни медичних училищ України, Білорусі та Молдови. Входив до складу Центральної методичної комісії університету, Вчених рад медико-профілактичного факультету та факультету підвищення кваліфікації викладачів. Значну увагу приділяв науково-виховним контактам з студентами, активно залучав її до наукової праці, керував науковим студентським гуртком. Більш як 40 колишніх гуртківців І. І. Нікберга після отримання вищої освіти стали кандидатами і докторами наук, професорами, очолили відділи НДІ та кафедрі з різних медичних профілактичних та лікувальних фахів.

### Праця у сфері профілактичної діабетології
Був ініціатором створення (1988) та першим головою Українського республіканського товариства сприяння хворим на діабет, віце-президентом (1996—2000) Української діабетичної федерації, науковим редактором журналів «Диабет» та «Діабет та життя» (1992—2000). Очолював (1994—1999) Центр навчання та самоконтролю хворих на цукровий діабет у НДІ ендокринології Академії медичних наук України (Київ). Брав участь у створенні «Національної програми боротьби з цукровим діабетом», низки інших заходів у сфері профілактики та лікування діабету. Неодноразово виступав з популярними лекціями про диабет, проводив «Школи для хворих на діабет», надрукував 6 книг та багато статей з питань профілактики та лікування діабету.

### Праця в Австралії
Після виходу на пенсію (2000) за сімейними обставинами переїхав до міста Сідней (Австралія). У контакті з українськими та російськими колегами продовжує активну творчу працю як популяризатор медичних знань та медичний публіцист українських та російських ЗМІ Австралії, Україні, Росії та Німеччини. За період з 2000 по 2018 написав та надрукував більш як 100 наукових та популярних статей та 7 книг. Неодноразово виступав з лекціями та бесідами на українській та російській мові, у тому числі по Австралійському SBS-Radio. Відзначений Грамотою спілки журналістів України (2003), медалями Української міжнародної діабетичної асоціації «За внесок у сферу ендокринології» та «За популяризацію знань про діабет» (2008), Грамотою Асоціації ветеранів війни та праці штату Новий Південний Уельс — вихідців з країн колишнього СРСР (2011), медаллю Австралійської діабетичної асоціації" Medal Kennely Victory — 50 «(2014 року), медаллю За активну участь в роботі Австралійського Союзу співвітчизників" (2016).

## Наукові та почесні звання, нагороди, заохочення
Доктор медичних наук, професор, член-кореспондент Російської Академії природознавства, дійсний член Міжнародної Академії екології та безпеки людини. Лауреат Державної премії України в галузі науки і техніки, Відмінник освіти України, член Міжнародної федерації та Спілки журналістів України, почесний член Австралійської, Міжнародної Української діабетичних асоціації, Української діабетичної федерації. Нагороджений медаллю «Ветеран праці СРСР», декількома іншими медалями. Неодноразово відзначений Почесними грамотами, зокрема Міністерств охорони здоров'я України та Молдови, Ректорату Київського Національного медичного університету, Спілки журналістів України, Товариства «Знання», та ін. Австралійської російськомовною громадською організацією «Шалом» удостоєний звання «Людина року- 2009» в номінапції «Література та журналістика».

## Родина
Дружина — Світлана, лікар, закінчила Донецький медичний інститут (1966). Дочка Ельвіра, лікар; онук Ерік, студент (Сідней). Син Вадим,інженер; онука Ольга, студентка (Київ).

### Основні книги
- Вопросы больничной гигиены. — Киев: Здоров'я, 1966. — 180 с. — 500 экз.
- Санитарно-гигиеническое обеспечение хирургических отделений больниц. — Киев: Здоров'я, 1981. — 112 с. — 8000 экз.
- Гелиометеотропные реакции человека. — Киев: Здоров'я, 1986. — 144 с. — 10 000 экз.
- Ионизирующая радиация и здоровье человека. — Киев: Здоров*я, 1989. — 160 с. — 28 000 экз. — ISBN 5-311-00242-5
- Сахарный диабет. — Москва: Медицина, 1989. — 200 000 экз. — ISBN 5-225-00339-7
- Хочу быть здоровым. — Киев: Либідь, 1991. — 37 000 экз. — ISBN 5-11-001689-5
- Гигиена больниц. — Киев: Здоров'я, 1993. — 264 с. — 5 000 экз. — ISBN 5-311-02550-6
- Никберг Илья Исаевич. Сахарный диабет: советы больному / Под редакцией академика Национальной Академии наук и Академии медицинских наук Украины проф. Андрея Семёновича Ефимова. — Киев : «Здоров'я», 1996. — 208 с. — 15 000 прим. — ISBN 5-311-02734-7. (рос.)
- Радиационная гигиена. — Киев: Здоров'я, 1999. — 160 с. — 1 000 экз. — ISBN 5-31101166-1
- Гігієна з основами екології людини (підручник). — Киев: Здоров'я, 2001. — (504). — 3 000 екз. — ISBN 5-311-01194-7
- Беседы о здоровье и здоровом образе жизни. — Киев, 2009. — 258 с. — 500 экз.
- Гигиена и экология (отдельные главы). Под редакцией В. Г. Бардова // Винница, «Новая книга», 2008, ISBN 978-966-382-120-7.
- Популярно про здоров'я. — Івано-Франківськ: Издательство Ивано-Франковского медицинского университета, 2009. — 248 с. — 300 екз. — ISBN 966-8288-28-9
- Гигиена и здоровье (учебник для студентов лечебных факультетов). — Краснодар-Сидней, 2009. — 455 с. — 500 экз. — ISBN 978-5-1084-013-7
- Диабет и вызовы окружающей среды: мифы и реалии. — Вектор, 2011. — 3 500 экз. — ISBN 978-5-9684-1758-9
- Лечение диабета в XXI веке. Реальность, мифы, перспективы. — СПб.: Вектор, 2011. — (Школа диабета). — 2 000 экз. — ISBN 978-5-9684-1714-5[4]
- Медицинский самоконтроль и образ жизни больного сахарным диабетом. — Донецк: Издательский дом А. Заславского, 2012. — 5 000 экз. — ISBN 978-617-632-009-8
- Лікувально-профілактичний режим хворих на цукровий діабет. — Київ: Медична книга, 2013. — 208 с. — 1000 екз. — ISBN 978-966-1597-12-8
- Очерки профилактической медицины.— Киев-Сидней: ВикПринт, 2014—485 с. —500 экз. —ISBN 978-617-7185-06-1.
- Очерки профилактической медицины (2-е издание).— Киев-Сидней, 2016, Medlinks.ru[5]

### Основні статті
1. К истории организации первых кафедр гигиены в России // «Врачебное дело», 1956, № 6 — С. 59-61
2. Исследование загрязнения 3,4 бензпиреном атмосферного воздуха в районе пекококсового производства // «Вопросы онкологии», № 6, Москва, 1958 — С. 669—673.
3. О некоторых причинах адаптации к неприятным запахам, обусловленным длительным загрязнением атмосферного воздуха // «Труды Молдавского НИИ эпидемиологии, микробиологии и гигиены». Вып. 2, Кишинев, 1960 — С. 73-77.
4. К вопросу о гигиенической классификации источников загрязнения атмосферного воздуха // Вопросы онкологии", № 6, Москва, 1958 — С. 669—673.
5. О некоторых причинах адаптации к неприятным запахам, обусловленным длительным загрязнением атмосферного воздуха // «Труды Молдавского НИИ эпидемиологии, микробиологии и гигиены». Вып. 2, Кишинев, 1960  — С. 79-85.
6. Состояние и задачи исследований по радиационной гигиене в Молдавской ССР // «Доклады республиканской конференции онкологов, рентгенологов и радиологов Молдавской ССР (1 — 4 октября 1962 г.)». Кишинев, 1962 — С. 18-19
7. Фиксация радиометрических препаратов раствором полиметилметакрилата в хлороформе // «Лабораторное дело», Москва, № 10, 1963 — С. 55-56
8. Вопросы радиационной гигиены при изотопной миелорадиометрии // «Медицинская радиология», Москва, № 12, 1964 — С. 28-32
9. Гигиенические аспекты микроклимата и воздушной среды больниц // «Теплогазоснабжение и вентиляция». Тезисы докладов научно-технической конференции. «Знание», Киев, 1967 — С. 21-22.
10. Состояние и задачи исследований по радиационной гигиене в Молдавской ССР // «Доклады республиканской конференции онкологов, рентгенологов и радиологов Молдавской ССР (1 — 4 октября 1962 г.)». Кишинев, 1962 — С. 18-19
11. Вопросы радиационной гигиены при изотопной миелорадиометрии // «Медицинская радиология», Москва, № 12, 1964 — С. 28-32.
12. Исследование содержания недоокисленных веществ в выдыхаемом воздухе // «Клиническая медицина», Москва, № 5, 1967 — С. 70-72.
13. К вопросу о нормировании содержания органических веществ во вдыхаемых газовых смесях // «Гигиена и санитария», Москва, № 2, 1968 — С. 91-92
14. Гигиенические проблемы больничного дела // «Советское здравоохранение», Москва, № 3, 1968 — С. 25-26
15. О содержании окиси углерода в воздухе, выдыхаемом больными и здоровыми людьми // «Врачебное дело», Киев, № 12, 1972 С. 112—114
16. Организационно-методические вопросы повышения педагогической квалификации преподавателей кафедр гигиены // «Гигиена и санитария», Москва, № 6, 1972 — С. 92-94.
17. Медико-географическое прогнозирование погодных условий с целью профилактики обострений сердечно-сосудистых заболеваний // «Тезисы докладов IV Всесоюзного научного совещания по проблемам медицинской географии». 28-30 ноября 1973 г.". Географическое общество АН СССР, Ленинград, 1973 — С. 73
18. Планетарное воздействие солнечной активности и влияние на организм погодных условий в разных географических зонах // «Тезисы докладов IV Всесоюзного научного совещания по проблемам медицинской географии». 28-30 ноября 1973 г.". Географическое общество АН СССР, Ленинград, 1973 — С. 144—145
19. Клинико-диагностическое значение содержания недоокисленных веществ в выдыхаемом воздухе // «Терапевтический архив», Москва, № 8, 1973 — С. 77-80.
20. Дифференцированное нормирование оптимального микроклимата больничных помещений // «Отопление, вентиляция и строительная теплофизика». Вып. 3. «Вышейшая школа», Минск, 1973 — С. 34-40.
21. Влияние погодных условий на состояние больных ишемической болезнью сердца // «Врачебное дело», Киев, № 7,1976 — С. 85-88.
22. О влиянии погодных условий на частоту недонашивания беременности // « Вопросы охраны материнства и детства». Москва, № 1, 1976.
23. Статистический метод наложенных эпох и его применение в гигиенических исследованиях // «Гигиена и санитария», Москва, № 10, 1977 — С. 52-55.
24. Об интерпретации результатов корреляционного анализа связи факторов, имеющих сезонную динамику // «Советское здравоохранение», Москва, № 4, 1977, — С. 40-42.
25. Гигиенические аспекты гелиометеорологических воздействий в патологии органов кровообращения // «Гигиена и санитария», Москва, № 3, 1978, — С. 94-97.
26. Сезонность обращаемости за скорой медицинской помощью при острых сердечно-сосудистых заболеваниях // «Советское здравоохранение». Москва, № 2, 1980 — С. 18-23
27. Влияние погодно-климатических условий на состояние здоровья населения г. Киева // в кн. «Климат Киева», «Гидрометеоиздат», Ленинград, 1980 — С. 248—254.
28. Материалы к изучению влияния межпланетного магнитного поля на ургентную заболеваемость населения г. Киева // Тезисы докладов VI Украинской Республиканской конференции по бионике. Ужгород,1981- С. 119—120
29. Корреляционный анализ связи частоты возникновения инфаркта миокарда с радиоизлучением солнца в XX цикле солнечной активности // Тезисы докладов VI Украинской Республиканской конференции по бионике. Ужгород,1981, — С. 120—122.
30. Методологические аспекты биоклиматологического нормирования при медико-географической оценке природно-территориального комплекса // «Методологические основы медицинской географии» / Тезисы докладов VI Всесоюзной конференции. АН СССР. Ленинград, 1983 — С. 12.
31. О цикличности обострений ишемической болезни сердца и ее возможной связи с фазами луны // «Гигиена окружающей среды». Доклады Республиканской научной конференции. МЗ УССР. Киев, 1984 — С. 160—161.
32. Частота и сезонный биоритм метаболических показателей и сосудистых поражений у больных сахарным диабетом // «Врачебное дело». Киев, № 11, 1984 — С. 57-60..
33. О влиянии погодно-климатических факторов на течение сахарного диабета // «Советская медицина», Москва, № 7, 1987 — С. 54-58.
34. Профилактика метеопатологических реакций у больных ишемической болезнью сердца и нейроциркуляторной дистонией // « Врачебное дело», Киев, № 2,
35. Самостоятельная подготовка по общей гигиене (методические рекомендации для студентов лечебного и стоматологического факультета медицинских институтов. МЗ Украины. Киев, 1988—174 с. (под редакцией В. Г. Бардова) МЗ Украины, Киев, 1988—174 с.
36. Организация и методика учебно-исследовательской работы студентов по общей гигиене.//Киевский медицинский институт. Киев, 1988 — 23 с. Украинское дополненное издание в 1992 г.
37. Повышение квалификации преподавателей кафедр общей гигиены медицинских институтов (Методические рекомендации для слушателей факультетов повышения квалификации преподавателей медицинских ВУЗов СССР". Киев-Ленинград, 1990. — 28 с.
38. Самостоятельная подготовка по общей гигиене (Методическое руководство для студентов медико-профилактических факультетов медицинских институтов). Киевский медицинский институт (под редакцией В. Г. Бардова). МЗ УССР. Киев, 1990—189 с.
39. Медико-географічні класифікації погоди // «Географічна енциклопедія Украіни». — Т. 2. Киев, 1990. — С. 334..
40. История становления и развития гигиены //В кн. «Общая гигиена (пропедевтика гигиены»). Под редакцией Е. И. Гончарука. «Вища школа», Киев, 1991. — С. 13-26.
41. Личная гигиена // В кн. «Общая гигиена (пропедевтика гигиены»). Под редакцией Е. И. Гончарука. «Вища школа», Киев, 1991.— С. 308—337.
42. Функционально-диагностическое значение гликозилированного гемоглобина в клинике сахарного диабета // «Диабетик». Киев, № 4, 1994 — С. 21-22
43. Посібник до практичних занять з загальноі гігіени для студентів загальномедичних факультетів (під ред. В. Г. Бардова -ч.1 та ч. 2.) // К.: Київський державний медичний університет, 1994—304 с.
44. Про екзогенні хімічні домішки до препаратів інсуліну // «Фармацевтичний журнал» Киев, № 3, 1995. — С. 51-53.
45. О состоянии и проблемах общественного движения содействия больным сахарным диабетом на Украине // «Диабетик». Киев, № 11, 1995 — С. 5-7.
46. Загальна гігієна // За ред. Є. Г. Гончарук. «Вища школа», Киев, 1995—552 с.
47. Перший украінський професор гігієни Віктор Андрійович Субботін // «Агапит». Киев, №;,1996 — С. 31-35.
48. Методологические принципы организации обучения больных сахарным диабетом // «Діабет i життя». Киев, № 1, 1997 — С. # 34-36.
49. Курс госпітальноі гігіени в структурі викладання гігієни студентам вищих медичних закладів // — С.270. «Проблеми підготовки медичних та фармацевтичних кадрів Украіни». Тези доповідей Украінськоі науково-методичної конференції. Одеса, 24-26 вересня 1997 р. Київ — Одеса.
50. Пропедевтика гігієни, військова та радіаційна гігієна (посібник для студентів вищих медичних навчальних закладів під ред. В. Г. Бардова) -ч.1, ч.2 //. "Здоров'я ". Київ; 1999 р.-160 с.
51. Атипові гіпоглікемічні стани у людей похилого віку, хворих на цукровий діабет // «Діабет і життя». Киев, № 2, 1998 — С. 21(співавт. А. С. Єфімов)
52. Гигиеническая характеристика метеорологических факторов // В кн. «Пропедевтика гигиени», редактор Е. И. Гончарук) // «Высшая школа», Киев, 2000 — С.177-189.
53. Гигиеническое нормирование микроклимата // В кн. «Пропедевтика гигиени», редактор Е. И. Гончарук) // «Высшая школа», Киев, 2000— С.217-236.
54. Методи гігієнічних досліджень, організація науково-дослідницької роботи студентів (в кн. «Гігієна та екологія» п/р В. Г. Бардова, «Нова книга», Вінниця, 2006 С. −14-33)
55. До історії перших кроків загальноукраїнського громадського руху сприяння хворим на цукровий діабет // «Здоровье України», Киев, 05. 2006
56. Подсластители в питании человека //«Здоровье Украини», Киев, № 10, 2007.
57. Госпитальная медицинская помощь населению в Австралии (структура, функции, организация работы)// «Здоровье Украины», № 7, Киев — 2009.
58. Новые биотехнологии и перспективы применения их в медицине / «Здоровье Украины», № 20 (249), 2010,
59. О гликемическом и инсулиновом индексе пищевых продуктов // «Новости медицины и фармации», № 11-12 (371—372), 2011
60. Врач общей практики в структуре здравоохранения Австралии // «Новости медицины и фармации», № 15 (378), 2011
61. Система оценки состояния психологического микроклимата в структурном подразделении медицинского учреждения /// Medlinks.Ru., 2011
62. Сахарный диабет в Австралии (эпидемиология, профилактика, лечение — проблемы и решения) / Международный эндокринологический журнал 5 (37), 2 20- 26
63. Функциональные продукты в структуре современного питания // «Международный эндокринологический журнал № 6 (38), 2011.
64. Привычное зло или криминал? (о плагиате и плагиаторах в медицине) / „Новости медицины и фармации“, № 3(410), 2012
65. Бережіться псевдоцілітелів діабету /„Міжнародний ендокринологічний журнал“, № 2 (42),2012.
66. К вопросу о симптоматике ночных гипогликемий (синдром стереотипного ночного сновидения) „Международный эндокринологический журнал“, № 3 (43), 2012.
67. Где и как готовить санитарных врачей (в порядке дискуссии) / „Новости медицины и фармации“, № 6 (404), 2012
68. Клинико-диагностические, психологические и социально-бытовые аспекты сахарного диабета в пожилом возрасте / Международный эндокринологический журнал, № 5 (45), 2012.
69. О научной популяризации знаний о сахарном диабете / Международный эндокринологический журнал, № 2 (50), 2013.
70. Химическое загрязнение окружающей среды и проблемы сахарного диабета / Диабет — образ жизни, № 1, 2014.
71. Влияние геомагнитных бурь на здоровье / Новости медицины и фармации, № 4(488), 2014.
72. Окружающая среда и здоровье человека (цикл научно-популярных статей) // Газеты и журналы „Горизонт“, „Единение“, „Вільна Думка“, „Время“ (Сидней), „Панорама“, „Менора“ (Мельбурн), „Ваше здоровья“, „Здоровье Украини“, „Диабет“ (Киев), „Диабетические Новости“ (Москва) /, „Диабет — образ жизни“, Москва и др -  2000—2015.
73. Сахарный диабет — вчера, сегодня, завтра (цикл научно-популярных статей) // Газеты и журналы „Горизонт“, „Единение“, „Вільна Думка“, „Время“ (Сидней), „Панорама“, „Менора“ (Мельбурн), „Ваше здоровья“, „Здоровье Украини“, „Диабет“ (Киев), „Диабетические Новости“ (Москва) /, „Диабет — образ жизни“, Москва и др —, 2000—2015.
74. Личная гигиена и здоровый образ жизни в современных условиях» // цикл научно-популярных статей" // Газеты и журналы «Горизонт», «Единение», «Вільна Думка», «Время» (Сидней), «Панорама», «Менора» (Мельбурн), «Ваше здоровья», «Здоровье Украини», «Диабет» (Киев), «Диабетические Новости» (Москва) /, «Диабет — образ жизни», Москва и др —, 2000—2015.
75. Очерки истории украинской медицины (цикл статей) // «Вільна думка», Сідней, 2002—2015.
76. Когнитивные нарушения у больных сахарным диабетом в пожилом возрасте //Международный журнал «Неврология, Нейрохирургия, Психиатрия», № 5, 2015,   «Международный журнал эндокринологии», № 1, 2015.
77. Сотрудничество врачей мусульман и евреев в средние века // www.berkovich-zametki. com,  № 3, 2015.[6]
78. Военные медики Украины на фронтах ВОВ // «Здоровье Украины», № 8, 2015.
79. В. А. Субботин — украинский ученый и педагог, организатор и руководитель кафедры гигиены киевского университета  Св. Владимира // «Здоровье Украины», № 20, 2015.
80. Медицина фронта и тыла в период Великой отечественной войны //www.medlinks.ru,  2015.[7]
81. Медики-евреи на фронтах Великой отечественной войны //club.berkovich-zametki.com, № 5, 2015.[8]
82. Выдающиеся учёные и врачи-евреи в мировой медицине // www.berkovich-zametki.com, № 8,2015.[9]
83. Профилактическая медицина в чрезвычайных обстоятельствах // «Новости медицины и фармации», № 4, 2015.
84. Особенности здравоохранения  Австралии: возможности и перспективы / «Здоровье Украины», № 3, 2015.
85. Семейный врач в практике здравоохранения Австралии // «Здоровье Украины» № 22, 2015.
86. Пожилой возраст — личная и общественная медико-социальная проблема (Здоровье человека в третьем возрасте) / «Новости медицины и фармации», № 10, 2015.
87. Медицинская служба СССР в Великой Отечественной Войне  // «Новости медицины и фармации», № 5, 2016.
88. Контроль гликемии в период пребывания больного диабетом с сопутствующим заболеванием в больничном стационаре // «Диабет — образ жизни», № 1., 2016.
89. Наблюдение и лечение  больных диабетом семейными врачами Австралии // «Диабет — образ жизни», № 2, 2016.
90. Памяти Януша Корчака/ «Журнал-газета история, традиции, культура», www.bercovich-zametki.com, № 13, 2016.[10]
91. Медицинский самоконтроль течения диабета в домашних условиях // www.medlinks.ru, 2016.
92. К проблеме научно-смысловой корректности  некоторых медицинских терминов // «Здоровье Украины», 2016, «Международный журнал эндокринологии»,  № 3, 2016.
93. О некоторых медико-экологических проблемах Австралии «Гигиена и Санитария», № 3, 2017.
94. Выдающийся русский ученый А. Л. Чижевский — основоположник современного учения о влиянии космических факторов на биосферу Земли и здоровье человека (к 120 –летию со дня рождения) / medlinks.ru, 2017, «Здоровье Украины», 2017, «Диабет — образ жизни», 1, 2017.
95. Применима ли гомеопатия в лечении сахарного диабета / «Диабет- образ  жизни», № 3, 2017.
96. Одолеют ли диабет стволовые клетки// «Диабет-образ жизни», № 5, 2017 Medlinks.ru, 2017.[11]
97. Брак, семья и дети при сахарном диабете // «Международный журнал эндокринологии» № 8, 2016.
98. Протилежні погляди на використання медичного терміну «Єпідеміологія соматичних захворювань»/ «Профілактична медицина», № 6, 2017.
99. О рацональном питании при сахарном диабете// Диабет-образ жизни" № 1, 2018.
100. Религиозные предписания и рациональное питание при диабете // «Диабет –образ жизни», № 5, 2018.
101. Опасны ли бытовые электронные  приборы ? // « Диабет –образ жизни», № 6, 2018.
102. Про адміністративно-територіальний устрій України // «Вільна Думка», № 6-7, 2018.